# Wolfram Hackel
Wolfram Hackel (* 25. April 1942) ist ein deutscher Mediziner und Orgelforscher.

## Leben
Wolfram Hackel studierte Medizin. 1967 promovierte er an der Medizinischen Akademie in Dresden. Danach führte er als Facharzt eine urologische Praxis in Dresden-Plauen.
Wolfram Hackel publizierte seit den 1970er Jahren Werke zu Orgeln und Kirchen. Er entwickelte sich bald zu einem der wichtigsten Orgelforscher für Sachsen.
Wolfram Hackel ist ein langjähriges Mitglied der Gesellschaft der Orgelfreunde. Er war Mitglied in deren  Beratenden Ausschuss (1995–1998), Schriftführer (1998–2003) und Mitglied im Hauptausschuss (2011–2021).

## Publikationen (Auswahl)
Wolfram Hackel war Mitherausgeber des vierbändigen Lexikons norddeutscher Orgelbauer und publizierte zahlreiche Texte zu Orgeln und Orgelbauern vor allem in Sachsen.

### Monografien
Autor
- Zur Frage der intravenösen Butylbiguanidbelastung als Funktionsprüfung des Glukosestoffwechsels. Dissertation, Dresden 1967.
- Chronik der Kirchgemeinde Hartmannsdorf bei Zwickau. Dresden [1985], Typoscript.
- Die neue Orgel der Auferstehungskirche Dresden. Schmiedicke Kunstverlag, Leipzig 1986, ISBN 3-7492-0188-9.
- Die Kirchen in der Sächsischen Schweiz. Evangelische Verlags-Anstalt, Berlin 1990, ISBN 3-374-00842-9.
- mit Ulrich Eichler: Johann George Friedlieb Zöllner (1750–1826), Orgel- und Instrumentmacher. Sax-Verlag, Markkleeberg 2022, ISBN 978-3-86729-276-4.

Herausgeber
- Fritz Oehme, mit Supplement und Registern herausgegeben von Wolfram Hackel; unter Mitarbeit von Ulrich Dähnert: Handbuch über ältere, neuere und neueste Orgelwerke im Königreiche Sachsen. Fotomechanischer Nachdruck der Originalausgabe Dresden 1889–1897. Edition Peters, Leipzig 1978 (Band 1–3, Supplement und Register).
- Heinrich Frankenberger: Dispositionen von den Orgeln in den Kirchen der Unterherrschaft und Oberherrschaft des Fürstentums Schwarzburg-Sondershausen 1870–1883. Pape Verlag, Berlin 1991, ISBN 3-921140-33-1.
- Fritz Oehme, Herausgegeben und ergänzt von Wolfram Hackel: Handbuch über die Orgelwerke in der Kreishauptmannschaft Leipzig. 1905; eine Handschrift aus dem Besitz der Universitätsbibliothek Leipzig. Pape, Berlin 1994, ISBN 3-921140-42-0.
- Lexikon norddeutscher Orgelbauer. Mit Uwe Pape und Christhard Kirchner (Band 4). 4 Bände. Pape Verlag, Berlin.[4] Mit zahlreichen Einzelartikeln von Wolfram Hackel.
  1. Band: Thüringen und Umgebung. 2009, Neuauflage 2019, ISBN 978-3-921140-58-1.
  2. Band: Sachsen und Ungebung. 2012, ISBN 978-3-921140-92-5.
  3. Band: Sachsen-Anhalt und Umgebung. 2015, ISBN 978-3-921140-98-7.
  4. Band: Berlin, Brandenburg und Umgebung. 2017, ISBN 978-3-921140-06-2.

### Aufsätze
- Zur Geschichte der Orgeln in der Stadtkirche Radeberg. In: Acta Organologica. Band 14, 1980, ISBN 3-87537-178-X, ISSN 0567-7874, S. 173–184.
- Der Orgelbau in Bautzen vom Mittelalter bis ins 20. Jahrhundert. In: Ars Organi, 1982, 30, S. 221–225; auch in: Ingeborg Eule (Hrsg.): Hermann Eule Orgelbau. 1872–1997. Ein Beitrag zur Orgelbaugeschichte Sachsens. Pape Verlag, Berlin 1997, ISBN 3-921140-48-X, S. 18–22.
- Die Orgel in der Stadtkirche Bischofswerda. In: Dulce melos organorum. Festschrift Alfred Reichling zum 70. Geburtstag. Gesellschaft der Orgelfreunde, Mettlach 2005, opac.k10plus, S. 217–242.
- Friedrich Wilke und die Orgel von Johann Friedrich Schulze für St. Marien in Wismar. In: Umbrüche im Orgelbau. Band 2: Georg Joseph Vogler. Pape Verlag, Berlin 2007, ISBN 978-3-921140-74-1, S. 83–140.
- Zur Orgelchronik von Weinböhla. In: Ars Organi. 2018, S. 44–46.
- Das Silbermann-Archiv. In: Ars Organi. 2020, S. 192.